# TMK 2100
TMK 2100は、クロアチアの首都・ザグレブのザグレブ市電に在籍する路面電車車両。ユーゴスラビア崩壊後に初めて導入されたクロアチアの国産車両で、製造にあたり旧型車両の機器が一部流用されている。

## 概要・運用
ユーゴスラビア崩壊後、クロアチアの首都となったザグレブの路面電車・ザグレブ市電では、車両の老朽化が深刻な問題となっていた。だが、当時はユーゴスラビア紛争（クロアチア紛争）を始めとした混乱により資金難に陥っていた事から、同市電を運営するザグレブ電気軌道（ZET）は既存の車両の機器を用いた車体更新車（機器流用車）を導入する事を決定した。そして半年の開発期間を経た後、コンサールとTŽVグレデリによって製造が開始された。これがTMK 2100である。
前後車体に動力台車、連接部分に付随台車が設置された3車体連接車で、ループ線が存在する路線での運用を前提としているため乗降扉は右側面のみに設置されているが、前後車体共に運転台が存在する。車体や電気回路はコンサール、構体や制動装置、補助電源装置、主電動機の冷却装置はTŽVグレデリが手掛けた新造品である一方、台車や主電動機はユーゴスラビア時代に製造された電動車（TMK 201）や付随車から流用されている。
1994年9月5日に試作車が公開され、1997年から2003年まで製造された量産車も含めた16両がザグレブ市電に在籍する。この近代化プロジェクトはザグレブの企業が有する高い技術力を示すものとして高く評価され、1998年にクロアチア商工会議所のゴールデン・プラーク賞を受賞している。

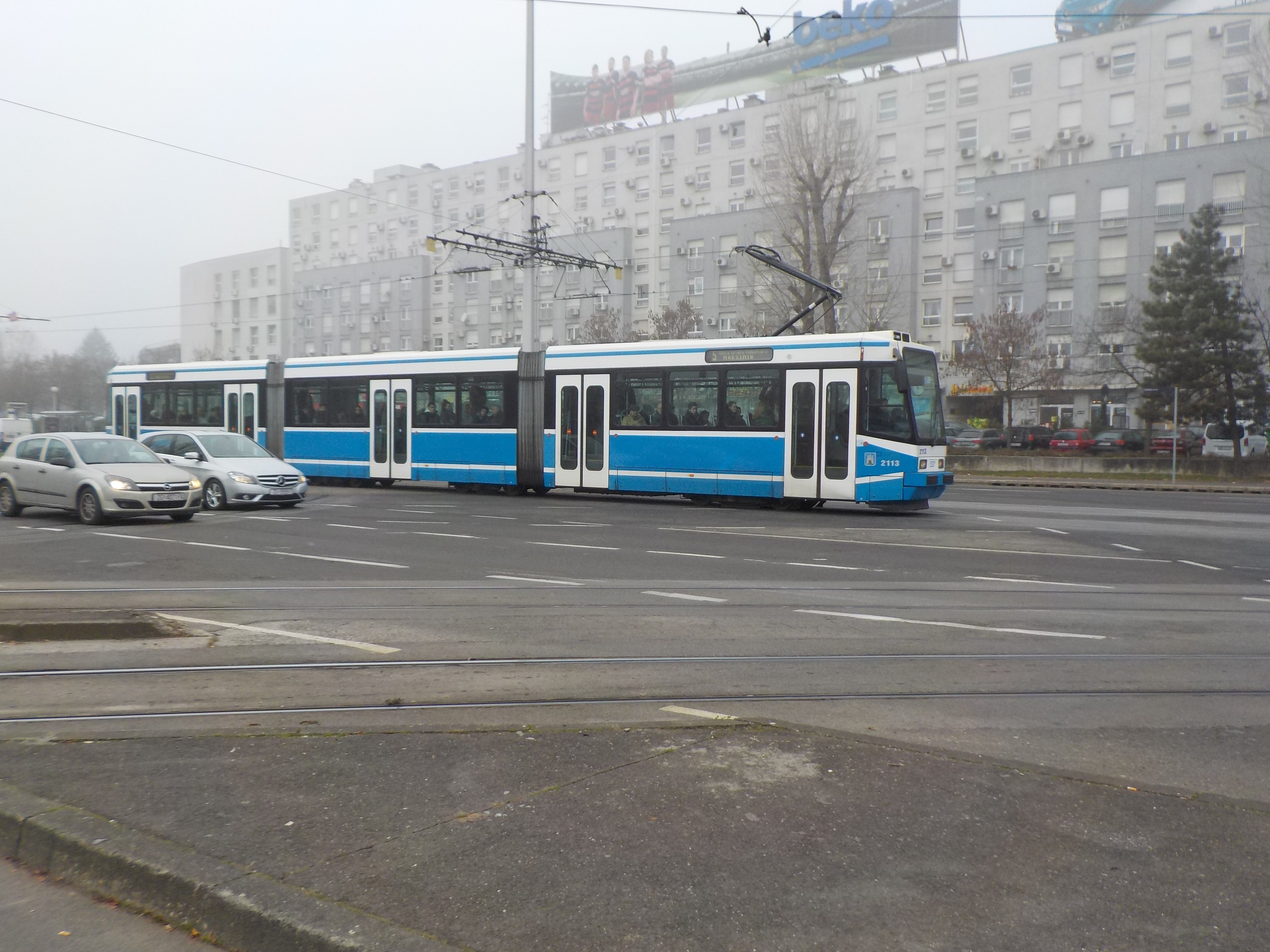
乗降扉は右側面のみに存在する（2016年撮影）
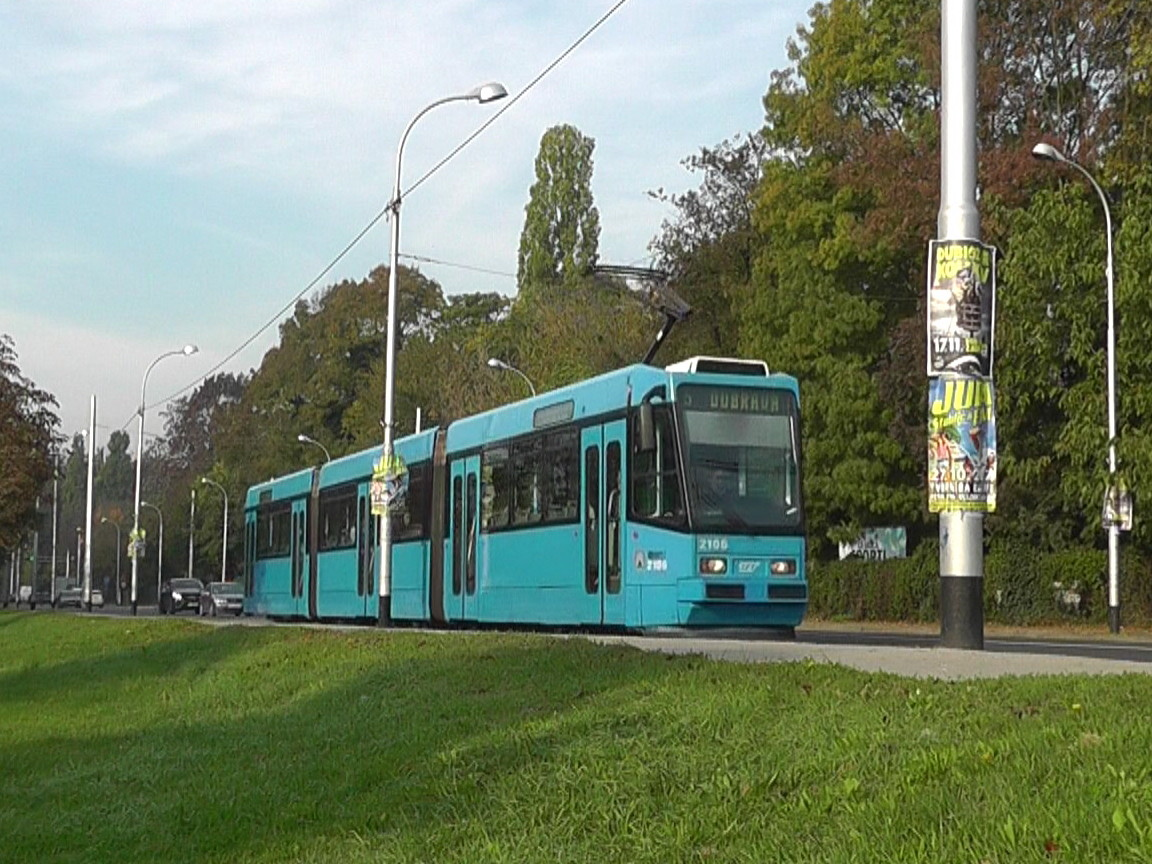
新塗装（2017年撮影）
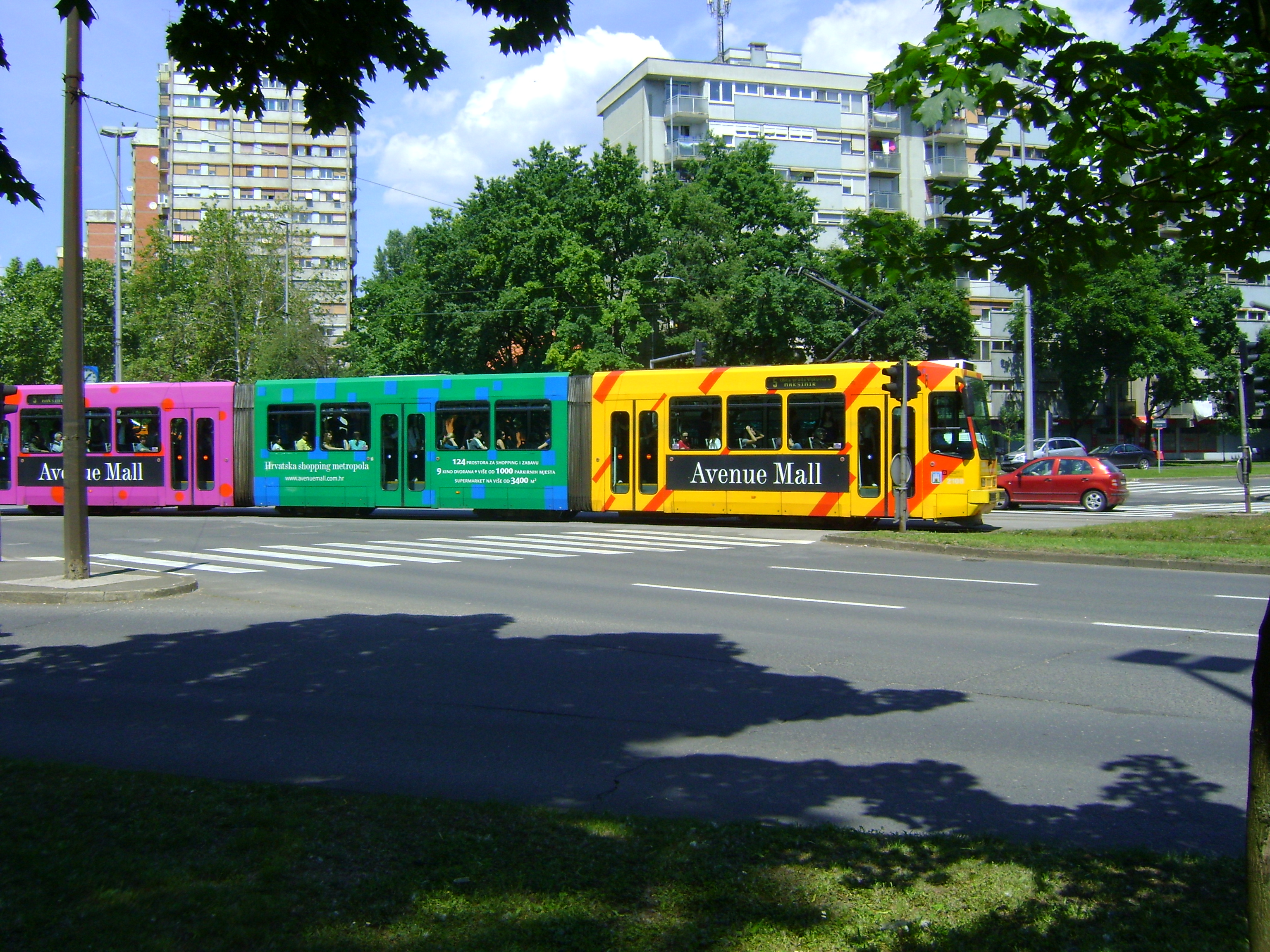
広告塗装（2010年撮影）

## 関連項目

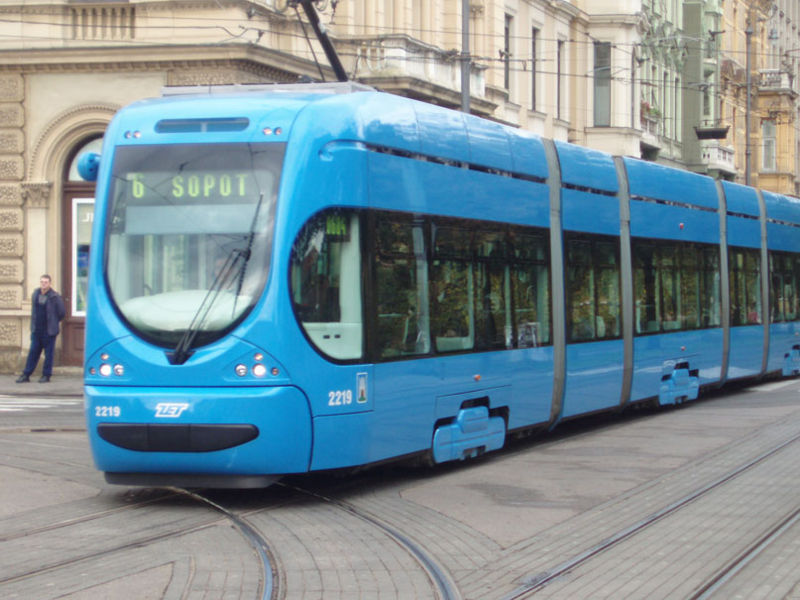
クロトラム（TMK 2200）